# Lichkov
Lichkov (en allemand : Lichtenau) est une commune du district d'Ústí nad Orlicí, dans la région de Pardubice, en République tchèque. Sa population s'élevait à 481 habitants en 2024.

## Géographie
Lichkov est arrosée par la Tichá Orlice, un affluent l'Orlice, et se trouve à 9 km à l'ouest-sud-ouest de Klášterec nad Orlicí, à 24 km au nord-est d'Ústí nad Orlicí, à 64 km à l'est-nord-est de Pardubice et à 160 km à l'est de Prague.
La commune est limitée par la Pologne au nord, par Králíky à l'est, par Těchonín au sud et par Mladkov à l'ouest.

## Histoire
La première mention écrite de la localité date de 1577.

## Transports
Par la route, Lichkov trouve à 7,5 km de Králíky, à 30 km d'Ústí nad Orlicí, à 79 km de Pardubice et à 189 km de Prague. 